# مايمي دي مينا
مايمي دي مينا (وُلدت في العاشر من شهر ديسمبر عام 1879 – توفيت في الثالث والعشرين من شهر أكتوبر عام 1953، تُشتهر أيضًا باسم مايمي آيكن ومدام دي مينا آيكن، تحديدًا في المراحل الأخيرة من مسيرتها) هي ناشطة أمريكية المولد تسلمت مناصب قيادية رفيعة في جمعية تحسين الزنوج العالمية. يعود الفضل إليها في الحفاظ على المنظمة وإدارة شؤونها بعد اتهام مؤسسها ماركوس غارفي بتهمة الاحتيال البريدي وترحيله خارج الولايات المتحدة.
وُلدت دي مينا لعائلة كريولية (أمريكية من أصل أوروبي) في مقاطعة سانت مارتن في لويزيانا، وحصلت على تعليمها في الولايات المتحدة قبل زواجها من رجل نيكاراغوي وانتقالها إلى أمريكا الوسطى. بعد مرور عقد من الزمن -أنجبت فيه دي مينا طفلة ودرّست في إحدى المدارس- تطلقت السيدة من زوجها وعادت إلى الولايات المتحدة، والتحقت هناك بجمعية تحسين الزنوج العالمية. تقلّدت دي مينا مناصبًا حساسة واحدًا تلو الآخر، عملت في البداية مترجمةً لإتقانها اللغة الإسبانية، ثم أصبحت زعيمة وقائدة في إحدى حركات الوحدة الإفريقية. كانت دي مينا مسؤولة عن ازدهار عضوية المنظمة في الكاريبي وأمريكا اللاتينية. وعندما هاجر غارفي من الولايات المتحدة واستقر في جامايكا، أصبحت دي مينا الممثل الرسمي لغارفي في نيويورك، وكانت أول امرأة تتقلد منصبًا هامًا كهذا في المنظمة.
تزوجت دي مينا من جديد بعد انتقال غارفي إلى لندن، وأصبحت تسوّق لنفسها تحت اسم «المدام آيكن»، ووجهت اهتمامها إلى قضايا النساء والأطفال في جامايكا. ناضلت دي مينا من أجل حصول المرأة على حقها في الاقتراع وتحديد النسل، وأنشأت منظمات تجارية لتساعد النساء من الطبقة العاملة في تحسين وضعهن الاقتصادي.

## نشأتها
وُلدت ليوني توربو في العاشر من شهر ديسمبر عام 1879 في مزرعة على الضفة الغربية من مجرى البايو قرب سانت مارتن فيل، في مقاطعة سانت مارتن في لويزيانا. كانت والدتها إيزابيلا هيل ووالدها مايكل توربو الأصغر. كان جدها من نسب أمها ماتورن ريجيس، وهو عبدٌ معتَق من فرجينيا. أما جدها من نسب والدها فهو مايكل توربو الأكبر، وهو رجل حر ملوّن من مارتينيك. اشترى جدها مايكل تروبو قطعة من الأرض وأحضر زوجته من غويانا الفرنسية معه إلى لويزيانا.
كانت توربو الابنة السابعة في العائلة. وتُظهر سيرتها الذاتية أنها تلقت تعليمًا خاصًا ودرست في عدة جامعات، ككلية ميتروبوليتان لإدارة الأعمال في مدينة نيويورك وجامعة غرينسبورو التجارية في كارولاينا الشمالية وجامعة نيو أورلينز. لم تُنشأ جامعة نيو أورلينز حتى عام 1956، لكن شقيقتها كاري درست في أكاديمية غيلبرت، وهي كلية صناعية زراعية أُنشئت للزنوج المحررين، وأصبحت جزءًا من جامعة نيو أورلينز. تظهر سجلات الجامعة 3 خريجات بين عامي 1895 و1917 كنية كل واحدة منهن هي توربو: الأولى هي كاري ب. التي تخرّجت عام 1899، وأنجيلا (شقيقة أصغر) تخرجت عام 1906، كلاهما من كلية الفنون الليبرالية. والاسم الأخير هو ماري ل. (قبل الزواج توربو) تومسون، التي تخرجت عام 1899 من دار المعلمين. كانت كاري وماري ل. توربو من سانت مارتن فيل.
في لويزيانا، دفعت إعادة الإعمار والاضطرابات وتطبيق قوانين جيم كرو بعائلة تروبو إلى الهجرة، وأصبحوا مشهورين في الشمال. أصبح ديفيد ديويت واعظًا شهيرًا وعضوًا في مجلس نواب أوهايو، وكانت ابنته ليونيت ت. كيلي، المولودة في واشنطن، أول قس أمريكية سوداء من الكنيسة الميثودية المتحدة. بقي جورج في لويزيانا وعاش في ليك تشارلز، حيث كانت قريبة من جينينغز، كانت جينينغز وجهة عدة رحلات مستقبلية قامت بها تروبو من نيكاراغوا.

## هوية مائعة
عندما تزوجت دي مينا من فرانسيسكو مينا، فقدت مايمي دي مينا جنسيتها الأمريكية، وفقًا للقانون الأمريكي، وحصلت على جنسية زوجها. لم تستطع الحصول مجددًا على الجنسية الأمريكية حتى وُقّع قانون كابل عام 1922. وفي عام 1936، وُقّع قانون أمريكي آخر يسمح للنساء اللواتي خسرن جنسياتهن عن طريق الزواج بأجنبي بين عامي 1907 و1922 بالتنازل عن طلب تعديل الجنسية، إلا إذا كان الزوج ميتًا أو تطلق الزوجان، أو إذا كانت المرأة مستعدة لأداء يمين الولاء. لكن في تلك الفترة، كانت دي مينا قد تزوجت كاميرونيًا وجامايكيًا.
لم تكن دي مينا مواطنة جامايكية أصلية، لكنها عاشت واختبرت النظام الاجتماعي المتدرج في الدول الناطقة بالإسبانية، لذا كانت قادرة على التعاطف مع الاستياء الذي يبديه المواطنون من أصول أفريقية لاتينية، والذين التقت بهم خلال ترحالها في أمريكا اللاتينية، فهي تتحدث اللغة الإسبانية. تغيرت هوية وجنسية دي مينا عندما احتاجت لذلك، فعندما فشلت في الحصول على مقعد في بولمان، استخدمت جنسيتها النيكاراغوية للحصول على واحد. وادعت أنها إفريقية أو ملونة أو زنجية أو أمريكية إسبانية أو هندية غربية أو بيضاء في الكثير من رحلاتها البحرية، ويُعرف عنها ترحالها باستخدام جوازي السفر البريطاني والنيكاراغوي. في المقابل، تحدى بعض الرجال سلطتها في جمعية تحسين الزنوج العالمية، باعتبارها أجنبية طبعًا. وتعرضت للتحقيق من طرف مكتب التحقيقات الفيدرالي بسبب نشاطها وعلاقاتها مع الأجانب. استخدمت دي مينا، العازمة على نصرة قومها وعرقها، هوياتها المتعددة تحت ذرائع سياسية. لاحظت ناتانيا دنكان أنها تزوجت من الرجال على أساس المحاسن التي سيقدمونها، أي هل سيساعدها هذا الزوج في تحسين وضع الأقليات أم لا. ثم كانت تتخلص من هؤلاء الأزواج عندما يصبحون عائقًا أمامها أو عندما لا يدعمون مساعيها.

## مسيرتها المهنية

### نيكاراغوا
لا توجد أي دلائل تؤكد مشاركتها في جمعية تحسين الزنوج العالمية في نيكاراغوا، على الرغم من مشاركتها في عمل المنظمة في بلوفيلدز كما ادعت لاحقًا. أوجد ماركوس غارفي جمعية تحسين الزنوج العالمية عام 1914، وكانت وقتها حركة وحدة إفريقية ذات هدفين: منح السود سلطة ذاتية عالميًا، والحصول على ثروات وممتلكات أفريقيا باعتبارها حقًا للزنوج. كان زوج دي مينا عضوًا في نادي الاتحاد، وشغل منصب نائب الرئيس عدة دورات في عشرينيات القرن الماضي، فاستطاعت دي مينا عن طريق زوجها الوصول إلى المجتمعات النخبوية الكريولية. شارك زوجها أيضًا في أسبوعية بلوفيلدز، وهي صحيفة محلية ناطقة بالإنجليزية. كانت دي مينا وزوجها آليتين للحراك السياسي للشعب الكريولي، بالرغم من حظر النساء ومنعهن من تقلّد عضوية النادي، لكن دي مينا وزوجها كانا ناشطين في تنظيم التأثير السياسي. في عام 1913، ادعت دي مينا خلال إحدى الرحلات أنها ممرضة، لكنها روّجت لنفسها في السنوات الأربع اللاحقة على أنها مدبرة منزل. سافرت في ذلك العام إلى بنما لإنجاب طفلتها برنيزا مينا التي وُلدت في مدينة بنما في السادس والعشرين من شهر فبراير عام 1913. في عام 1917، ادعت دي مينا أنها كاتبة (كاتبة في محكمة). وفي عام 1919، أدرجت صحيفة «لا إنفورماسيون» إعلانًا عن مدرسة تديرها دي مينا، وتدرّس فيها اللغتين الإنجليزية والفرنسية والمحاسبة والموسيقى والكتابة بالاختزال والطباعة. وفي عام 1922، عادت دي مينا إلى الولايات المتحدة بصحبة ابنتها، وأظهرت بيانات الركاب أنها كانت مُطلقة. وعند عودتها إلى الولايات المتحدة، استقرت قرب أفراد عائلتها في شيكاغو.